# Retináculo flexor de la mano
El retináculo flexor (ligamento carpiano transversal o ligamento anular anterior) es una banda fibrosa situada en la cara palmar de la mano, cerca de la muñeca. Se arquea sobre los huesos carpianos de las manos, cubriéndolos y formando el túnel carpiano. 

## Estructura
El retináculo flexor es una banda fuerte y fibrosa que cubre los huesos del carpo en el lado palmar de la mano, cerca de la muñeca. Se une a los huesos cercanos al radio y al cúbito. En el lado cubital, el retináculo flexor se adhiere al hueso pisiforme y al gancho del hueso hamate. En el lado radial, se une al tubérculo del hueso escafoides y a la parte medial de la superficie palmar y al borde del hueso trapecio.
El retináculo flexor es continuo con el ligamento palmar del carpo, y más profundo con la aponeurosis palmar. La arteria cubital y el nervio cubital, así como las ramas cutáneas de los nervios mediano y cubital, pasan por encima del retináculo flexor. En el lado radial del retináculo está el tendón del flexor radial del carpo, que se encuentra en el surco del multífido mayor entre las uniones del ligamento con el hueso.
Los tendones del palmaris longus y del flexor carpi ulnaris están parcialmente unidos a la superficie del retináculo; por debajo, los músculos cortos del pulgar y del meñique se originan en el retináculo flexor.

## Función
El retináculo flexor es el techo del túnel carpiano, a través del cual pasan el nervio mediano y los tendones de los músculos que flexionan la mano.  

## Significado clínico

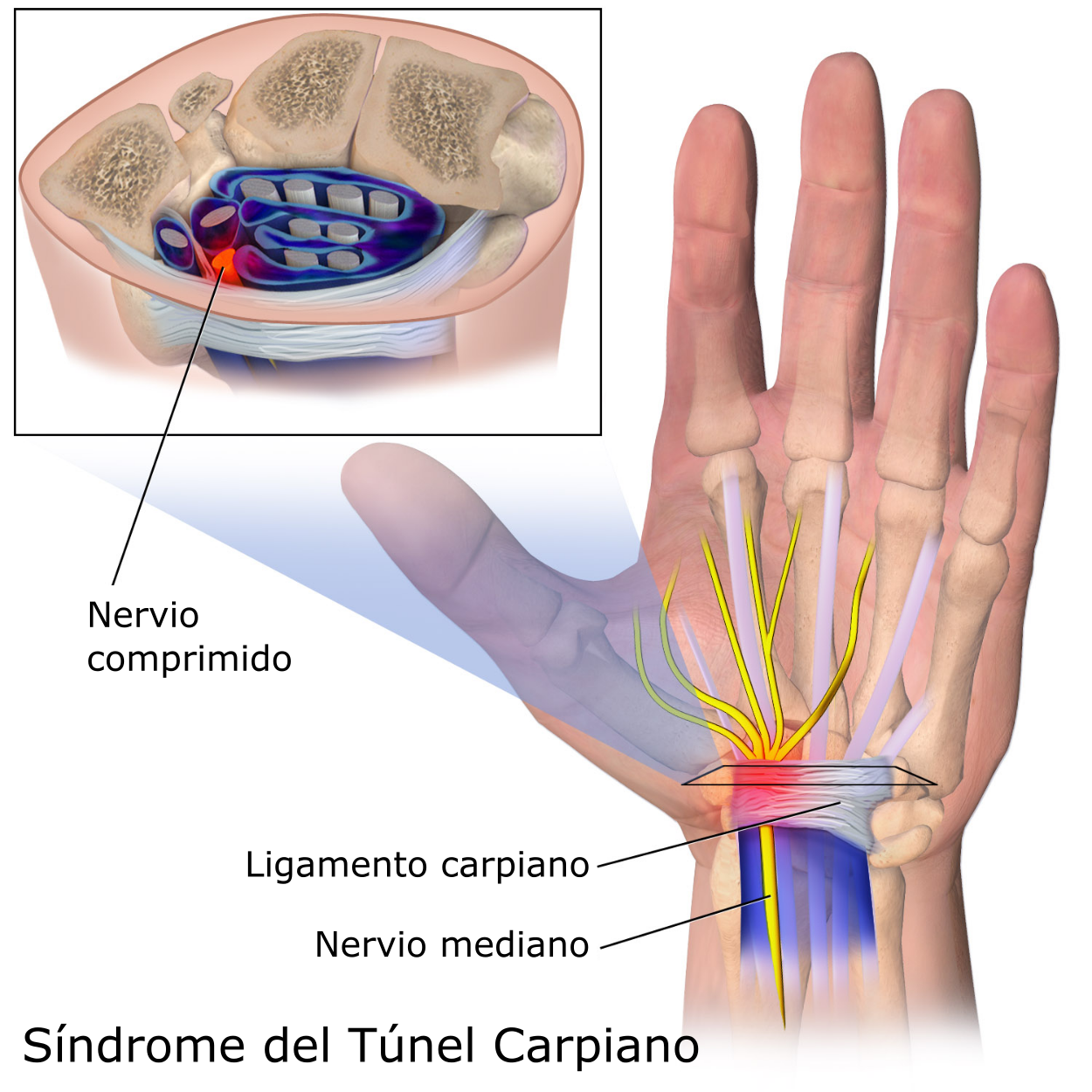
Indicación del lugar del problema en el síndrome del túnel carpiano

En el síndrome del túnel carpiano, uno de los tendones o tejidos del túnel carpiano está inflamado, hinchado o fibrótico y ejerce presión sobre las demás estructuras del túnel, incluido el nervio mediano. El síndrome del túnel carpiano es el síndrome de atrapamiento del nervio más comúnmente reportado. El síndrome del túnel carpiano se asocia a menudo con movimientos repetitivos de la muñeca y los dedos; trabajos como mecanógrafos, pianistas y cortadores de carne tienen un riesgo particularmente alto. El resistente retináculo flexor, junto con el resto del túnel carpiano, no puede expandirse, ejerciendo presión sobre el nervio mediano que atraviesa el túnel carpiano con los tendones flexores de la muñeca. Esto da lugar a los síntomas del síndrome del túnel carpiano.
Los síntomas del síndrome del túnel carpiano incluyen sensaciones de hormigueo y debilidad muscular en la palma de la mano y en la cara lateral de la misma. Es posible que el síndrome se extienda e irradie hacia el nervio causando dolor en el brazo y el hombro.
El síndrome del túnel carpiano puede tratarse quirúrgicamente; aunque esto suele hacerse después de haber agotado todos los métodos no quirúrgicos de tratamiento. Los métodos de tratamiento no quirúrgico incluyen medicamentos antiinflamatorios. Además, también se puede inmovilizar la muñeca para evitar un mayor uso e inflamación. Cuando se necesita una intervención quirúrgica, el retináculo flexor se secciona por completo o se alarga. Cuando se realiza una intervención quirúrgica para dividir el retináculo flexor, que es el procedimiento más común con diferencia, el tejido cicatrizal acabará llenando el hueco dejado por la cirugía. La intención es que esto alargue el retináculo flexor lo suficiente como para acomodar los tendones inflamados o dañados y reducir los efectos de la compresión sobre el nervio mediano. En un estudio doble ciego realizado en 2004, los investigadores llegaron a la conclusión de que no se obtenía ningún beneficio perceptible al alargar el retináculo flexor durante la cirugía, por lo que la división del ligamento sigue siendo el método quirúrgico preferido.